# Frederick Beck
Frederick Beck (Islington, Londres, 5 de març de 1873 - ?) va ser un lluitador anglès que va competir durant els primers anys del segle xx.
Va disputar els Jocs Olímpics d'Estiu de 1908 de Londres, on guanyà la medalla de bronze de la categoria de pes mitjà de lluita lliure, després de quedar eliminat al semifinal per Stanley Bacon i guanyar en la lluita pel bronze de Carl-Georg Andersson. En aquests mateixos Jocs disputà la mateixa categoria, però de lluita grecoromana, i va ser eliminat en vuitè de final.